# قلوب متحجرة (مسلسل)
قلوب متحجرة، مسلسل كويتي، من إخراج محمد دحام، ومن تأليف فاروق الشحي. شارك في المسلسل عددًا من الفنانين، منهم: حياة الفهد، وعبد الإمام عبد الله، وجاسم النبهان، وإبراهيم الزدجالي، وجواهر وحمد ناصر، وصلاح الفيلكاوي، وعبير أحمد، وغيرهم.

## الممثلون
شارك في المُسلسل عددًا من الفنانين، منهم:
- حياة الفهد
- جاسم النبهان
- عبد الإمام عبد الله
- جاسم الصالح
- حمد ناصر
- عبير أحمد
- إبراهيم الزدجالي
- جواهر
- شوق
- فرج الفيلكاوي
- نواف القطان
- حسين البدر
- طاهر النجادة
- خالد الفيلكاوي
- خالد العجيرب
- سالم العطوان
- رضا علي حسين
- صلاح الفيلكاوي